# Étang de la Grenouillère

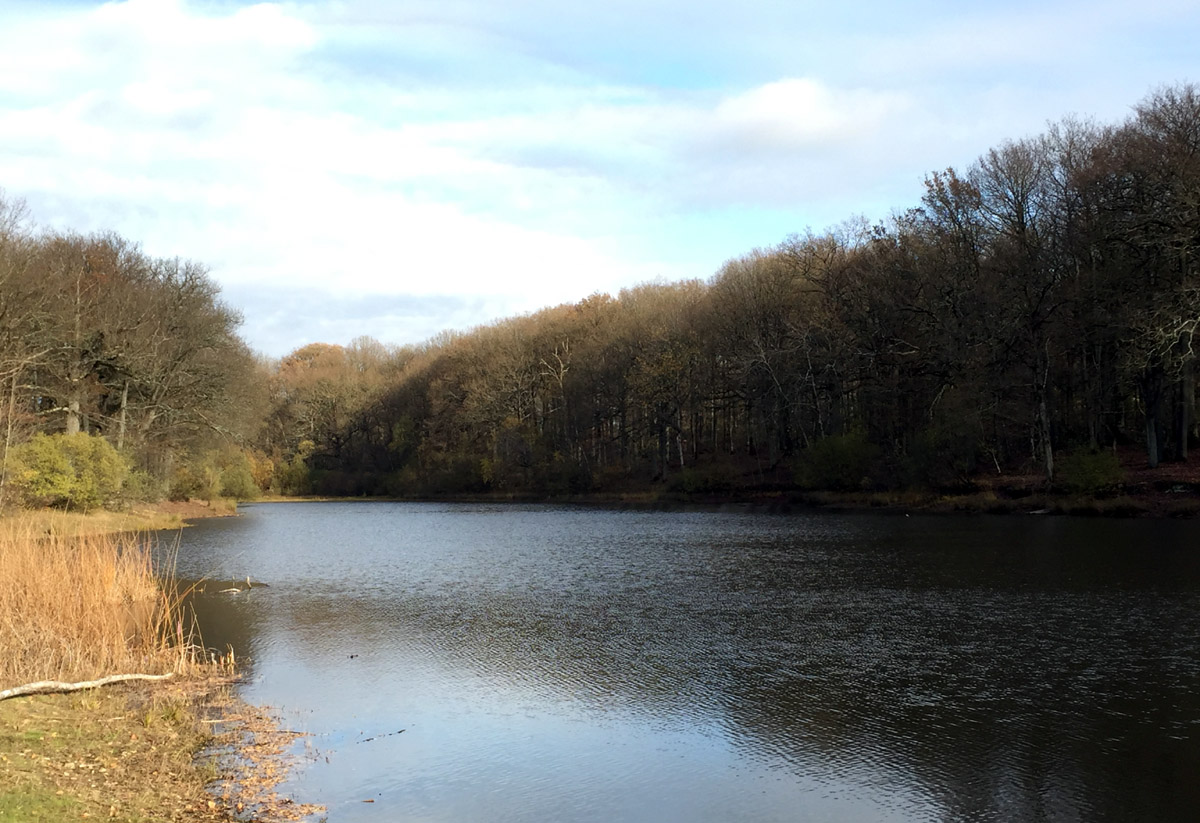
Etang de la Grenouillère - Yvelines

L’étang de la Grenouillère est  situé sur la commune de Vieille-Église-en-Yvelines dans le département des Yvelines. Il fait partie de la Forêt domaniale de Rambouillet.  L'étang et les parcelles forestières qui le bordent sont gérés par l'Office National des Forêts.

## Géographie
Situé à 165 mètres d’altitude, l’étang couvre une surface de 3 hectares. Il collecte les eaux pluviales de la Forêt Verte grâce à un réseau de rigoles. Un déversoir situé sur la digue au sud de l’étang le relie en aval à l’étang du Moulinet attenant. Les étangs de la Grenouillère et du Moulinet font office de réservoir  pour les bassins du Château de Rambouillet reliés aux étangs par le ru du Moulinet. L’ensemble se prolonge par la rivière de la Guéville qui se jette dans la Drouette, un affluent de l’Eure.

## Environnement

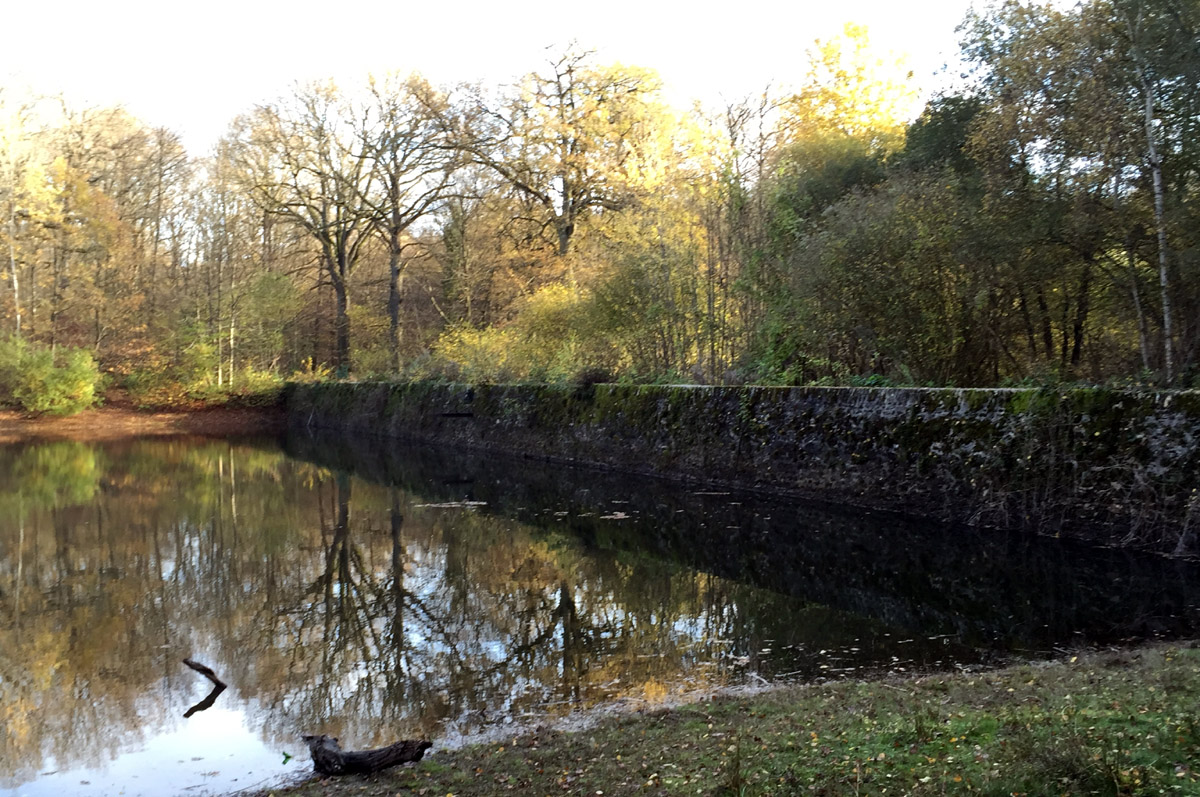
Étang de la Grenouillère (digue) - Yvelines

L’étang et ses berges sont labellisées Zone naturelle d'intérêt écologique, faunistique et floristique (ZNIEFF) de type 1. Il fait partie de la zone Natura 2000 « massif de Rambouillet et zones humides proches
» au titre de la Directive oiseaux.
Les abords de l'étang, situés au fond d'un petit vallon, sont occupés par des alluvions récentes. En queue d'étang, l'engorgement constant des terrains occasionne la formation d'un petit marais tourbeux acide. La pauvreté de l’eau en éléments minéraux et son acidité permettent la création de grèves vaseuses à sablonneuses au cours de l'été et ainsi le développement d'une flore remarquable liée à cet habitat.
La Littorelle à une fleur, espèce végétale très rare et protégée sur l'ensemble du territoire national, y est présente car elle fréquente exclusivement les sols sablonneux et graveleux inondés durant de longues périodes. On rencontre aussi sur les berges, de façon beaucoup plus ponctuelle, la petite fougère Pilulaire naine et l'Elatine à six étamines.
Le site héberge le Morio, un papillon rare et protégé au niveau de l’Ile-de-France ainsi que le Géotrupe des Pyrénées, un coléoptère.
L’étang de la Grenouillère est un lieu de pêche pour le gardon et le brochet (étang fédéral de 2e catégorie).